# Brett Cullen
Peter Brett Cullen (26 de agosto de 1956) es un actor estadounidense que ha aparecido en numerosos programas de televisión. Desde 2007, hace el papel del padre de Walt Riggins en la serie de la NBC Friday Night Lights.
Se graduó en Madison High School en Houston en 1974.
Hizo el papel de Dan Fixx en la serie de los ochenta Falcon Crest durante dos temporadas (1986-1988) y el de Marshal Sam Cain en el western The Young Riders durante una temporada (1989-1990). También ha hecho el papel de Gideon Chisholm en el western The Chisholms y el de Ned Logan en Legacy durante una temporada (1998-1999). En la serie The West Wing, hizo el papel de Ray Sullivan. Desde 2009 aparece en Person of Interest, interpreta a un personaje ya muerto que aparece frecuentemente en los flashback como uno de los mejores amigos y socios de uno de los protagonistas. 
Ha aparecido en las siguientes series: The Incredible Hulk, M*A*S*H, V, Matlock, Star Trek: Deep Space Nine, Ally McBeal, Walker, Texas Ranger, Once and Again, Without a Trace, Cold Case, The Mountain, Monk, CSI: Miami, Desperate Housewives, Devious Maids, Pepper Dennis, Lost, Ghost Whisperer, Private Practice, Ugly Betty, Person of Interest, Friday Night Lightsy Under the Dome.

## Filmografía

### Cine
| Año  | Título                            | Personaje                | Notas                                     |
| ---- | --------------------------------- | ------------------------ | ----------------------------------------- |
| 1986 | Stewardess School                 | Philo Henderson          |                                           |
| 1991 | By the Sword                      | Danny Gallagher          |                                           |
| 1992 | Where Sleeping Dogs Lie           | John Whitney             |                                           |
| 1992 | Leaving Normal                    | Kurt                     |                                           |
| 1993 | Prehysteria!                      | Frank Taylor             |                                           |
| 1994 | Wyatt Earp                        | Saddle Tramp             |                                           |
| 1995 | Apolo 13                          | CAPCOM 1                 |                                           |
| 1995 | Something to Talk About           | Jamie Johnson            |                                           |
| 1997 | The Killing Jar                   | Michael Sanford          |                                           |
| 1997 | Levitation                        | James                    |                                           |
| 2000 | The Replacements                  | Eddie Martel             |                                           |
| 2003 | National Security                 | Heston                   |                                           |
| 2003 | Learning Curves                   | Brad, Sr.                |                                           |
| 2006 | Gridiron Gang                     | Frank Torrance           |                                           |
| 2007 | Ghost Rider                       | Barton Blaze             |                                           |
| 2007 | The Life Before Her Eyes          | Paul McFee               |                                           |
| 2008 | Brothel                           | Avery                    |                                           |
| 2008 | The Burning Plain                 | Robert                   |                                           |
| 2009 | Killing Dinner                    | Michael Dinner           |                                           |
| 2009 | Reunion                           | Jake                     |                                           |
| 2010 | Crooked Lane                      | Ben                      |                                           |
| 2010 | The Runaways                      | Don Currie               |                                           |
| 2011 | Puncture                          | Nathaniel Price          |                                           |
| 2011 | Monte Carlo                       | Robert Kelly             |                                           |
| 2011 | Beneath the Darkness              | Sgt. Phil Nickerson      |                                           |
| 2012 | The Dark Knight Rises             | Congresista Byron Gilley |                                           |
| 2012 | Living in the Age of Surveillance | Nathan Ingram            | Corto. Relacionado con persona de interés |
| 2012 | Red Dawn                          | Sgt. Tom Eckert          |                                           |
| 2012 | The Guilt Trip                    | Ben Graw                 |                                           |
| 2013 | 42                                | Clay Hopper              |                                           |
| 2015 | The Last Rescue                   | Capitán Beckett          | Directo-a-DVD                             |
| 2016 | The Shallows                      | Sr. Adams                |                                           |
| 2019 | Joker                             | Thomas Wayne             |                                           |
| 2021 | Reminiscence                      | Walter Sylvan            |                                           |
| 2023 | The Long Game                     | Milton Cox               |                                           |

### Televisión
| Año     | Título                             | Personaje                              | Notas                                                                             |
| ------- | ---------------------------------- | -------------------------------------- | --------------------------------------------------------------------------------- |
| 1980    | The Chisholms                      | Gideon Chisholm                        | Main role, 9 episodes (nota: reemplazó a Brian Kerwin de la miniserie precedente) |
| 1981    | The Incredible Hulk                | Joe Dunning                            | Episodio: "The Phenom"                                                            |
| 1982    | M*A*S*H                            | Recluta Thomas Anthony McKegney        | Episodio: "Blood and Guts"                                                        |
| 1983    | The Thorn Birds                    | Bob Cleary                             | Miniserie                                                                         |
| 1984    | Eureka Stockade                    | Charles Ross                           | Miniserie                                                                         |
| 1984    | Single Bars, Single Women          | Duane                                  | Película de televisión                                                            |
| 1985    | V: The Series                      | Robert                                 | Episodio: "The Littlest Dragon"                                                   |
| 1985    | Midas Valley                       | Brad Turner                            | Película de televisión                                                            |
| 1986    | Samaritan: The Mitch Snyder Story  | Billy                                  | Película de televisión                                                            |
| 1986–88 | Falcon Crest                       | Dan Fixx                               | Papel principal (Temporadas 6–8), 53 Episodios                                    |
| 1987    | I'll Take Manhattan                | Dennis Brady                           | Miniserie                                                                         |
| 1988    | Dead Solid Perfect                 | Donny Smithern                         | Película de televisión de HBO                                                     |
| 1989    | Freddy's Nightmares                | Carl                                   | Episodio: "Cabin Fever"                                                           |
| 1989    | Alfred Hitchcock Presents          | Cooper                                 | Episodio: "Night Creatures"                                                       |
| 1989    | Tales from the Crypt               | Ronnie Price                           | Episodio: "Only Sin Deep"                                                         |
| 1989–90 | The Young Riders                   | Sam Cain                               | Papel principal (Temporada 1), 24 Episodios                                       |
| 1990    | The Image                          | Malcolm Dundee                         | Película de televisión de HBO                                                     |
| 1991    | The Sitter                         | Jeff Harper                            | Película de televisión                                                            |
| 1991    | ...And Then She Was Gone           | Peter Harmon                           | Película de televisión                                                            |
| 1992    | Another Round                      | Roy                                    | Película de televisión                                                            |
| 1992    | Grapevine                          | Ken                                    | Episodio: "The Allison and Ken Story"                                             |
| 1993    | Complex of Fear                    | Ed Wylie                               | Película de televisión                                                            |
| 1993    | Mother of the Bride                | Dennis Becker                          | Película de televisión                                                            |
| 1994    | A Kiss Goodnight                   | Carl Jasper                            | Película de televisión                                                            |
| 1994    | Keys                               | Jefe de policía Sam Wasser             | Película de televisión                                                            |
| 1994    | Diagnosis: Murder                  | Tim Rutland                            | Episodio: "The Restless Remains"                                                  |
| 1994    | Matlock                            | Kevin Gilliam                          | Episodio: "The Temptation"                                                        |
| 1994    | Gambler V: Playing for Keeps       | Sundance Kid                           | Película de televisión                                                            |
| 1994    | Family Album                       | George Waterson                        | No acreditado. Miniserie                                                          |
| 1994    | Star Trek: Deep Space Nine         | Deral                                  | Episodio: "Meridian"                                                              |
| 1995    | The Omen                           | Jack                                   | Piloto de televisión fallido                                                      |
| 1996    | Shattered Mind                     | Sean                                   | Película de televisión                                                            |
| 1997    | Orleans                            | Clade Charbonnet                       | Papel principal, 8 episodios                                                      |
| 1997    | Something Borrowed, Something Blue | Pete                                   | Película de televisión                                                            |
| 1997    | Suddenly Susan                     | Adam                                   | 3 Episodios                                                                       |
| 1997    | Arliss                             | Ryan Mason III                         | Episodio: "Kirby Carlisle, Trouble-Shooter"                                       |
| 1997    | Perfect Body                       | Entrenador David Blair                 | Película de televisión                                                            |
| 1997    | Ally McBeal                        | Profesor James Dawson                  | Episodio: "The Affair"                                                            |
| 1997    | The Hired Heart                    | Bryan                                  | Película de televisión                                                            |
| 1998    | From the Earth to the Moon         | Dave Scott                             | Miniserie, 3 Episodios                                                            |
| 1998    | The Outer Limits                   | Dr. James Martin                       | Episodio: "Final Exam"                                                            |
| 1998    | The Simple Life                    | Luke Barton                            | Papel principal, 7 Episodios                                                      |
| 1998    | Legacy                             | Ned Logan                              | Papel principal, 18 Episodios                                                     |
| 2000    | The Expendables                    | Diácono                                | Película de televisión de USA Network                                             |
| 2001    | Walker, Texas Ranger               | Pete Drayton                           | Episodio: "Justice for All"                                                       |
| 2001    | Once and Again                     | Robert "Bob" Dimanjik                  | Episodios: "Armageddon", "Won't Someone Please Help George Bailey Tonight"        |
| 2001    | On Golden Pond                     | Charlie Martin                         | Película de televisión de CBS                                                     |
| 2001    | Family Law                         | Dan Fortano                            | Episodio: "Irreparable Harm"                                                      |
| 2002    | Without a Trace                    | Greg Pritchard / Peter Raymond         | Episodio: "Midnight Sun"                                                          |
| 2002    | Nancy Drew                         | Carson Drew                            | Película de televisión de ABC                                                     |
| 2003    | Cold Case                          | Rob Deamer (2003)                      | Episodio: "Gleen"                                                                 |
| 2004    | Pixel Perfect                      | Xander                                 | Película original de Disney Channel                                               |
| 2004    | Deceit                             | Sam Penny                              | Película de televisión de Lifetime                                                |
| 2004    | NTSB: The Crash of Flight 323      | Hub Weber                              | Película de televisión de ABC                                                     |
| 2004    | Life on Liberty Street             | Dr. Jake Mitchell                      | Película de televisión                                                            |
| 2004    | Suburban Madness                   | David Harris                           | Película de televisión de CBS                                                     |
| 2004    | The Mountain                       | John "Whit" Whitman                    | Recurrente, 4 Episodios                                                           |
| 2004–05 | Desperate Housewives               | Detective Burnett                      | Episodios: "Suspicious Minds", "Children Will Listen"                             |
| 2005–06 | The West Wing                      | Governor Ray Sullivan R-WV             | Recurrente, 5 Episodios                                                           |
| 2005    | Monk                               | James Duffy                            | Episodio: "Mr. Monk and Little Monk"                                              |
| 2005    | CSI: Miami                         | Michael Boland                         | Episodio: "48 Hours to Life"                                                      |
| 2005–08 | Lost                               | Goodwin Stanhope                       | Recurrente, 5 Episodios                                                           |
| 2006    | Faceless                           | John Robson                            | Película de televisión de FOX                                                     |
| 2006    | Pepper Dennis                      | Jack                                   | Recurrente, 5 Episodios                                                           |
| 2006    | NCIS                               | Capitán Todd Gelfand                   | Episodios: "Hiatus: Part 1", "Hiatus: Part 2"                                     |
| 2006    | Ghost Whisperer                    | Jack Applewhite                        |                                                                                   |
| 2006–07 | Ugly Betty                         | Ted LeBeau                             | 3 Episodios                                                                       |
| 2007    | Friday Night Lights                | Walt Riggins                           | 4 Episodios                                                                       |
| 2007    | Burn Notice                        | Lawrence Henderson                     | Episodio: "Wanted Man"                                                            |
| 2007    | Private Practice                   | Allan                                  | Episodio: "In Which Addison Finds a Showerhead"                                   |
| 2008    | The Mentalist                      | Dane Kurtik                            | Episodio: "Red Tide"                                                              |
| 2009–12 | Make It or Break It                | Mark Keeler                            | Recurrente, 18 Episodios                                                          |
| 2009    | Damages                            | Wayne Sutry                            | Recurrente, 6 Episodios                                                           |
| 2009    | Three Rivers                       | Carson                                 | Episodio: "Ryan's First Day"                                                      |
| 2010    | The Gates                          | Frank Buckley                          | Recurrente, 6 Episodios                                                           |
| 2010    | Lone Star                          | Cooper Thomas                          | Episodio: "Reverse"                                                               |
| 2010    | 90210                              | Sr. Sullivan                           | Episodio: "Holiday Madness"                                                       |
| 2011    | Hallelujah                         | Sheriff Bob Clement                    | Película de televisión                                                            |
| 2011    | Castle                             | Christian Dahl                         | Episodio: "Poof, You're Dead"                                                     |
| 2011    | Body of Proof                      | Capitán Perkins                        | Episodio: "Shades of Blue"                                                        |
| 2011–16 | Person of Interest                 | Nathan Ingram                          | Recurrente, 9 Episodios                                                           |
| 2012    | White Collar                       | Agente Patterson                       | Episodios: "Diminishing Returns", "Parting Shots"                                 |
| 2013–15 | Devious Maids                      | Michael Stappord                       | Regular de serie (Temporadas 1 & 3), 18 Episodios                                 |
| 2014    | Revenge                            | Jimmy Brennan                          | Episodios: "Hatred", "Payback"                                                    |
| 2014    | Criminal Minds                     | Predicador Justin Mills                | Episodios: "Angels", "Demons"                                                     |
| 2014–15 | Under the Dome                     | Don Barbara                            | Recurrente, 6 Episodios                                                           |
| 2015    | Point of Honor                     | Ralston Rhodes                         | Película de televisión de Amazon.com                                              |
| 2015    | Stalker                            | Mayor Hayes                            | Episodio: "Secrets and Lies"                                                      |
| 2015    | CSI: Crime Scene Investigation     | John Nolan                             | Episodio: "Under My Skin"                                                         |
| 2016–17 | Narcos                             | Embajador Arthur Crosby                | Recurrente, 15 Episodios                                                          |
| 2017    | Queen of the South                 | Cole Van Awken                         | Recurrente, 7 Episodios                                                           |
| 2019    | True Detective                     | Greg Larson                            | Recurrente, 3 Episodios                                                           |
| 2019    | The Blacklist                      | El extraño / Ilya Koslov / Frank Bloom | Recurrente, 3 Episodios                                                           |
| 2020    | Big Dogs                           | Capitán McKeutchen                     | Papel principal, 8 Episodios                                                      |
| 2025    | Ransom Canyon                      | Stanley Kirkland                       | Papel recurrente, 10 episodios                                                    |